# Thamniopsis terrestris
Thamniopsis terrestris là một loài rêu trong họ Pilotrichaceae. Loài này được (Mitt.) W.R. Buck mô tả khoa học đầu tiên năm 1987.